# Ragbyová reprezentace Pobřeží slonoviny
Ragbyová reprezentace Pobřeží slonoviny reprezentuje Pobřeží slonoviny na turnajích rugby union. Mají přezdívku Sloni. Zúčastnili se MS 1995. V základní skupině skončili poslední. Nejlepší výsledek na MS si připsali proti Tonze (11:29). V tomto zápase byl nešťastně zraněn reprezentant Max Brito, který na následky svého zranění krku v roce 2022 zemřel. První pětku na MS si v zápase proti Francii připsal křídelník Aboubacar Soulama.
První zápas odehráli v Harare proti Zimbabwe 5. května 1990, který 9:22 prohráli. Největší vítězství si připsali v červnu 2013 proti Mauriciu (83:3). K 12. srpnu 2024 jim patří 62. místo ve světovém žebříčku.